# Regeringen Vilhelm Buhl II
Regeringen Vilhelm Buhl II (kaldet Befrielsesregeringen) var Danmarks regering 5. maj – 7. november 1945. Ændringer: 7. maj 1945, 12. maj 1945. Regeringen var en samlingsregering.
Regeringen bestod af 18 ministre. De ni var fra de "fire gamle partier" (Socialdemokratiet, Det Radikale Venstre, Venstre og Det Konservative Folkeparti). Frihedsrådet var også repræsenteret med ni ministre, der fordelte sig med to fra Ringen, to fra De Frie Danske (i England og USA), to fra Danmarks Kommunistiske Parti, to fra Dansk Samling og en fra Frit Danmark. Christmas Møller (primært Frie Danske) og Mogens Fog (primært Frit Danmark) sad på "dobbeltmandater" fra Frihedsrådet. Bortset fra Kauffmann var Frihedsrådets repræsentanter også medlemmer af politiske partier.
- Statsminister: V. Buhl (S)
- Udenrigsminister: ad interim V. Buhl til 7. maj 1945, derefter John Christmas Møller (Frie Danske) ((Frit Danmark)) ((KF))
- Finansminister: H.C. Hansen (S)
- Indenrigsminister: Knud Kristensen (V)
- Justitsminister: N. Busch-Jensen (Ringen) ((S))
- Undervisningsminister: A.M. Hansen (RV)
- Kirkeminister: Arne Sørensen (DS)
- Forsvarsminister: Ole Bjørn Kraft (KF)
- Minister for offentlige arbejder: Carl Petersen (S)
- Trafikminister: Alfred Jensen (DKP)
- Minister for landbrug og fiskeri: Erik Eriksen (V)
- Minister for handel, industri og søfart: Vilhelm Fibiger (KF)
- Arbejds- og socialminister: Hans C. Hedtoft-Hansen (S)
- Minister for særlige anliggender: Mogens Fog (Frit Danmark) ((Ringen)) ((DKP))
- Ministre uden portefølje: Aksel Larsen (DKP), Kr. Juul Christensen (DS), Frode Jakobsen (Ringen) ((S)) og Henrik L.H. Kauffmann (fra 12. maj 1945) (Frie Danske) ((udenfor parti))